# Taku Kishimoto
Taku Kishimoto (岸本卓 Kishimoto Taku?) es un guionista de anime japonés. Después de dejar Studio Ghibli, se puso a cargo de la escritura de guiones para Usagi Drop. Después de su finalización, ha trabajado en varias series, algunas de las cuales son Haikyū!!, Boku Dake ga Inai Machi y la nueva versión de Fruits Basket.

## Biografía
Hiroshi Seko nació en la Prefectura de Hyōgo, Japón. Después de graduarse de la Universidad de Chiba con una maestría, Kishimoto trabajó como editor para Cyzo. Después de dejar Cyzo, Kishimoto trabajó para Studio Ghibli. En un momento, trató de conseguir el papel de guionista principal de Karigurashi no Arriety, pero finalmente Hayao Miyazaki no lo eligió. Después de dejar Studio Ghibli, se le concedió el puesto de guionista principal de Usagi Drop.
En 2016, escribió los guiones de Joker Game y Boku Dake ga Inai Machi, los cuales fueron nominados a anime del año en los primeros Crunchyroll Anime Awards. Boku Dake ga Inai Machi también ganó el premio al mejor drama. En los premios de la revista Newtype del mismo año, Joker Game ganó el premio Nogizaka46. En 2019, escribió el guion de la nueva versión de Fruits Basket, que fue nominado a mejor drama en 2019. Su segunda temporada ganó el premio a mejor drama del año siguiente.

## Trabajos

### Series de televisión
| Año  | Anime                                               | Estudio                | Funciones                                                                        | Refs.                |
| ---- | --------------------------------------------------- | ---------------------- | -------------------------------------------------------------------------------- | -------------------- |
| 2011 | Usagi Drop                                          | Production I.G         | Composición de la serie Guionista (#1-11)                                        | [ 5 ]                |
| 2013 | Silver Spoon                                        | A-1 Pictures           | Composición de la serie Guionista (#1-11)                                        | [ 15 ]               |
| 2014 | Silver Spoon 2                                      | A-1 Pictures           | Guionista (#1-11)                                                                | [ 16 ]               |
| 2014 | Haikyū!!                                            | Production I.G         | Composición de la serie Guionista (#1-7, 9-11, 14-16, 19-25)                     | [ 17 ]               |
| 2015 | Haikyū!! Second Season                              | Production I.G         | Composición de la serie Guionista (#1, 4-11, 14-25)                              |                      |
| 2016 | Prince of Stride: Alternative                       | Madhouse               | Composición de la serie Guionista (#1-3, 8, 10-12)                               | [ 18 ]               |
| 2016 | Boku Dake ga Inai Machi                             | A-1 Pictures           | Composición de la serie Guionista (#1-2, 4, 6, 9-12)                             | [ 7 ]                |
| 2016 | Haikyu!! Karasuno Kōkō VS Shiratorizawa Gakuen Kōkō | Production I.G         | Composición de la serie Guionista (#2-5, 7, 9-10)                                |                      |
| 2016 | Joker Game                                          | Production I.G         | Composición de la serie Guionista (#1-12)                                        | [ 8 ]                |
| 2016 | Magi: Adventure of Sinbad                           | Lay-duce               | Composición de la serie Guionista (#1-13)                                        | [ 19 ]               |
| 2016 | 91 Days                                             | Shuka                  | Composición de la serie Guionista (#1-2, 5-7, 10-12)                             | [ 20 ]               |
| 2018 | Hanebado!                                           | Liden Films            | Composición de la serie Guionista (#1-2, 7, 10-13)                               | [ 21 ]               |
| 2019 | Fruits Basket                                       | TMS Entertainment      | Composición de la serie Guionista (#1-3, 5-6, 8, 10, 12-13, 15-16, 20-22, 24-25) | [ 12 ]               |
| 2019 | Kabukichō Sherlock                                  | Production I.G         | Composición de la serie Guionista (#11-3, 11, 13, 20-21, 24)                     | [ 22 ]               |
| 2020 | Fruits Basket 2nd Season                            | TMS Entertainment      | Composición de la serie Guionista (#1-5, 7-13, 14-15, 17, 19, 21, 24-25)         |                      |
| 2020 | Haikyū!! To The Top                                 | Production I.G         | Composición de la serie Guionista (#1-13)                                        |                      |
| 2020 | Haikyū!! To The Top Part 2                          | Production I.G         | Composición de la serie Guionista (#1-13)                                        |                      |
| 2020 | Kitsutsuki Tantei-dokoro                            | Liden Films            | Composición de la serie Guionista (#1-5, 7-12)                                   | [ 23 ]               |
| 2020 | Fugō Keiji Balance: Unlimited                       | CloverWorks            | Composición de la serie Guionista (#1-11)                                        | [ 24 ]               |
| 2020 | Yūkoku no Moriarty                                  | Production I.G         | Composición de la serie                                                          | [ 25 ]               |
| 2021 | Fruits Basket: The Final                            | TMS Entertainment      | Composición de la serie Guionista (#1, 3, 6-7, 9, 11-13)                         |                      |
| 2021 | Yūkoku no Moriarty Part 2                           | Production I.G         | Composición de la serie Guionista (#12-14, 20-24)                                |                      |
| 2021 | Ijiranaide, Nagatoro-san                            | Telecom Animation Film | Composición de la serie Guionista (#1-12)                                        | [ 26 ]               |
| 2021 | Ōsama Ranking                                       | Wit Studio             | Composición de la serie Guionista (#1-14, 19-23)                                 | [ 27 ]               |
| 2022 | Blue Lock                                           | 8-Bit                  | Composición de la serie Guionista (#1-24)                                        | [ 28 ]               |
| 2023 | Ijiranaide, Nagatoro-san 2nd Attack                 | OLM                    | Composición de la serie Guionista (#1-12)                                        |                      |
| 2024 | Bucchigiri?!                                        | MAPPA                  | Creador original Composición de la serie Guionista (#1-12)                       | [ 29 ]               |
| 2024 | Blue Lock vs. U-20 Japan                            | 8-Bit                  | Composición de la serie Guionista (#25-38)                                       | [ 30 ] [ 31 ] [ 32 ] |
| 2025 | Sakamoto Days                                       | TMS Entertainment      | Composición de la serie Guionista (#1-11)                                        | [ 33 ]               |
| 2025 | Sakamoto Days Part 2                                | TMS Entertainment      | Composición de la serie Guionista (#12-17)                                       | [ 34 ]               |

### Películas
| Año  | Anime                    | Estudio           | Funciones | Refs.  |
| ---- | ------------------------ | ----------------- | --------- | ------ |
| 2016 | Monster Strike The Movie | Liden Films       | Guionista | [ 4 ]  |
| 2022 | Shika no Ō               | Production I.G    | Guionista | [ 35 ] |
| 2022 | Fruits Basket: Prelude   | TMS Entertainment | Guionista | [ 36 ] |
| 2024 | Blue Lock: Episode Nagi  | 8-Bit             | Guionista | [ 37 ] |
| 2026 | Kusunoki no Bannin       | A-1 Pictures      | Guionista | [ 38 ] |

### ONAs
| Año  | Título                       | Estudio         | Funciones               | Refs.  |
| ---- | ---------------------------- | --------------- | ----------------------- | ------ |
| 2020 | Pokémon: Alas del crepúsculo | Studio Colorido | Supervisión de guion    | [ 39 ] |
| 2022 | Pokémon: Nieves de Hisui     | Wit Studio      | Guionista               | [ 40 ] |
| 2024 | Great Pretender: Razbliuto   | Wit Studio      | Composición de la serie | [ 41 ] |
| —    | The One Piece                | Wit Studio      | Composición de la serie | [ 42 ] |

### Especiales
| Año  | Título                            | Estudio    | Funciones               | Refs.  |
| ---- | --------------------------------- | ---------- | ----------------------- | ------ |
| 2023 | Ōsama Ranking: Yūki no Takarabako | Wit Studio | Composición de la serie | [ 43 ] |